# Franco van Keulen
Franco van Keulen (slechts nawijsbaar geleefd rond circa 1260-1269) was een Duits muziekgeleerde en rooms-katholiek geestelijke.
Van Keulen wordt gezien als belangrijk theoreticus in de totstandkoming van de zwarte mensurale notatie.
Hij schreef onder andere: Ars cantus mensurabilis', een geschrift waarin hij de mensurale notatie beschrijft.
Franco van Keulen onderscheidde in de muzieknotatie van die tijd de volgende notenwaarden: de grootste is de duplex longa (ook wel maxima genoemd). De longa bevat naargelang de voorgeschreven maatsoort 2 of 3 breves, de breves 2 of 3 semibreves, die op hun beurt 2 of 3 minimae met 2 semiminimae, elk met 2 fusae en tot slot nog 2 semifusae bevatten. De minima werd overigens pas aan het begin van de 14e eeuw toegevoegd.
Opmerkelijk is dus dat Van Keulen een bijdrage leverde aan de naamgeving maar ook aan de afgemetenheid van de notenwaarden.